# Savanté Stringfellow
Savanté Stringfellow (né le 6 novembre 1978  à Jackson) est un athlète américain spécialiste du saut en longueur.

## Carrière
Étudiant à l'Université du Mississippi, il remporte les championnats universitaires 2000, avant de devenir champion des États-Unis l'année suivante. Il se distingue durant la saison 2001 en montant sur la deuxième marche du podium des Championnats du monde d'Edmonton avec un saut à 8,24, derrière le Cubain Iván Pedroso. Il établit en juin 2002 la meilleure performance de sa carrière en réalisant 8,52 m lors du meeting de Palo Alto. Sélectionné dans l'équipe des États-Unis lors de la Coupe du monde des nations 2002, il remporte le concours avec un bond à 8,21 m, devançant Iván Pedroso de deux centimètres. En début de saison 2004, Savanté Stringfellow décroche la médaille d'or des Championnats du monde en salle de Budapest avec 8,40 m.

## Records
- Extérieur : 8,52 m (Palo Alto, 21/06/2002)
- En salle : 8,41 m (Fayetteville, 13/02/2004)

## Palmarès
| Date | Compétition                    | Lieu      | Résultat | Marque |
| ---- | ------------------------------ | --------- | -------- | ------ |
| 2001 | Championnats du monde          | Edmonton  | 2e       | 8,24 m |
| 2001 | Finale du Grand Prix           | Melbourne | 2e       | 8,19 m |
| 2002 | Coupe du monde des nations     | Madrid    | 1er      | 8,21 m |
| 2003 | Finale mondiale                | Monaco    | 4e       | 8,17 m |
| 2004 | Championnats du monde en salle | Budapest  | 1er      | 8,40 m |